# ماونت موريس
ماونت موريس (بالإنجليزية: Mount Morris, Michigan)‏ هي مدينة تقع في مقاطعة جينيسي (ميشيغان) بولاية ميشيغان في شمال شرق الولايات المتحدة. تبلغ مساحة هذه المدينة 3.11 (كم²)، وترتفع عن سطح البحر م، بلغ عدد سكانها 3086 نسمة في عام 2010 حسب إحصاء مكتب تعداد الولايات المتحدة وتصل الكثافة السكانية فيها 992.9 نسمة/كم2.

## التركيبة السكانية
قام مكتب تعداد الولايات المتحدة بتحديد بيانات التركيبة السكانية لماونت موريسفي تعداد الولايات المتحدة. في ما يلي، التركيبة السكانية حسب تعدادي 2000 و2010.

### تعداد عام 2000
بلغ عدد سكان ماونت موريس 3,194 نسمة بحسب تعداد عام 2000، وبلغ عدد الأسر 1,312 أسرة وعدد العائلات 826 عائلة مقيمة في المدينة. في حين سجلت الكثافة السكانية 2,660 نسمة لكل ميل مربع (1,030/كم2). وبلغ عدد الوحدات السكنية 1,402 وحدة بمتوسط كثافة قدره 1,167.6 لكل ميل مربع (450.8/كم2).
وتوزع التركيب العرقي للمدينة بنسبة 93.14% من البيض و 0.59% من الأمريكيين الأصليين و 0.41% من الأمريكيين ذوي الأصول الآسيوية و 0.03% من سكان جزر المحيط الهادئ و 3.07% من الأمريكيين الأفارقة و 2.13% من عرقين مختلطين أو أكثر.
بلغ عدد الأسر 1,312 أسرة كانت نسبة 35.1% منها لديها أطفال تحت سن الثامنة عشر تعيش معهم، وبلغت نسبة الأزواج القاطنين مع بعضهم البعض 41.4% من أصل المجموع الكلي للأسر، ونسبة 17.2% من الأسر كان لديها معيلات من الإناث دون وجود شريك، وكانت نسبة 37.0% من غير العائلات. تألفت نسبة 30.5% من أصل جميع الأسر من أفراد ونسبة 10.5% كانوا يعيش معهم شخص وحيد يبلغ من العمر 65 عاماً فما فوق. وبلغ متوسط حجم الأسرة المعيشية 3.04، أما متوسط حجم العائلات فبلغ 2.43.
بلغ العمر الوسطي للسكان 32 عاماً. وكانت نسبة 27.9% من القاطنين تحت سن الثامنة عشر، وكانت نسبة 11.2% بين الثامنة عشر والأربعة وعشرون عاماً، ونسبة 30.9% كانت واقعةً في الفئة العمرية ما بين الخامسة والعشرون حتى والأربعة وأربعون عاماً، ونسبة 19.7% كانت ما بين الخامسة والأربعون حتى الرابعة والستون، ونسبة 10.2% كانت ضمن فئة الخامسة والستون عاماً فما فوق. يوجد لكل 100 أنثى 91.0 ذكر، ويوجد لكل 100 أنثى في الثامنة عشر من عمرها فما فوق 85.9 ذكر.
بلغ متوسط دخل الأسرة في المدينة 32,617 دولار، أما متوسط دخل العائلة فبلغ 36,389 دولار. وكان متوسط دخل الذكور 31,318 دولار مقابل 23,828 دولار للإناث. وسجل دخل الفرد الخاص بالمدينة 19,132 دولار. وكانت نسبة 13.0% من العائلات ونسبة 14.5% من السكان تحت خط الفقر، وكان من هؤلاء نسبة 25.1% تحت سن الثامنة عشر ولا أحد منهم في الخامسة والستين من العمر وما فوق.

### تعداد عام 2010
بلغ عدد سكان ماونت موريس 3,086 نسمة بحسب تعداد عام 2010، وبلغ عدد الأسر 1,317 أسرة وعدد العائلات 780 عائلة مقيمة في المدينة. في حين سجلت الكثافة السكانية 2,571.7 نسمة لكل ميل مربع (992.9/كم2). وبلغ عدد الوحدات السكنية 1,505 وحدة بمتوسط كثافة قدره 1,254.2 لكل ميل مربع (484.2/كم2).
وتوزع التركيب العرقي للمدينة بنسبة 80.1% من البيض و 0.6% من الأمريكيين الأصليين و 0.5% من الأمريكيين ذوي الأصول الآسيوية و 13.4% من الأمريكيين الأفارقة و 4.3% من عرقين مختلطين أو أكثر.
بلغ عدد الأسر 1,317 أسرة كانت نسبة 35.9% منها لديها أطفال تحت سن الثامنة عشر تعيش معهم، وبلغت نسبة الأزواج القاطنين مع بعضهم البعض 31.4% من أصل المجموع الكلي للأسر، ونسبة 22.0% من الأسر كان لديها معيلات من الإناث دون وجود شريك، بينما كانت نسبة 5.8% من الأسر لديها معيلون من الذكور دون وجود شريكة وكانت نسبة 40.8% من غير العائلات. تألفت نسبة 34.2% من أصل جميع الأسر من أفراد ونسبة 9.3% كانوا يعيش معهم شخص وحيد يبلغ من العمر 65 عاماً فما فوق. وبلغ متوسط حجم الأسرة المعيشية 2.98، أما متوسط حجم العائلات فبلغ 2.34.
بلغ العمر الوسطي للسكان 34 عاماً. وكانت نسبة 27.1% من القاطنين تحت سن الثامنة عشر، وكانت نسبة 9.6% بين الثامنة عشر والأربعة وعشرون عاماً، ونسبة 28.2% كانت واقعةً في الفئة العمرية ما بين الخامسة والعشرون حتى والأربعة وأربعون عاماً، ونسبة 25.8% كانت ما بين الخامسة والأربعون حتى الرابعة والستون، ونسبة 9.4% كانت ضمن فئة الخامسة والستون عاماً فما فوق. وتوزع التركيب الجنسي للسكان بنسبة 46.2% ذكور و53.8% إناث.

## وصلات خارجية
- The US50 - Cities and Towns in Michigan State